# Купівля Гадсдена

Купівля Гадсдена виділена жовтим кольором на території Аризони та Нью-Мексико

33°06′ пн. ш. 110°36′ зх. д. / 33.1° пн. ш. 110.6° зх. д.
Купівля Гадсдена (англ. Gadsden Purchase, ісп. Venta de La Mesilla) — придбана в 1853 США у Мексики територія площею 76845 км². Вартість угоди — 10 мільйонів доларів США. Придбані землі розташовані на південь від річки Хіла і західніше Ріо-Гранде. В наш час складають частину штатів Аризона і Нью-Мексико. Це останнє за часом серйозне розширення материкової частини території Сполучених Штатів, що остаточно сформувало державний кордон між США і Мексикою.
Основною причиною придбання земель був розроблений проєкт трансконтинентальної залізниці, яка повинна була пройти в цих місцях. Крім того, зберігалися натягнуті відносини з керівництвом Мексики, незадоволеним розміром суми, отриманої від США по договору Гвадалупе-Ідальго. Джеймс Гадсден (James Gadsden), що мав фінансові інтереси в реалізації залізничного проєкту, за дорученням президента США Франкліна Пірса уклав цю угоду з представниками Мексики.
Угода припускала також будівництво на мексиканській території трансконтинентального каналу на Теуантепецькому перешийку. Ця умова так ніколи і не була реалізована.
Первинні плани США передбачали також купівлю більших територій, що включають півострів Каліфорнія, пустелю Сонора і землі на південь від Ріо-Гранде. Але це викликало протидію анти-рабовласницьких сенаторів в Конгресі, які боялися зайвого посилення Півдня, оскільки колонізація Аризони походила в основному з рабовласницьких штатів.
Нова поступка земель поклала початок закінчення кар'єри мексиканського лідера Антоніо де Санта-Анни. Народ Мексики розцінив операцію як зраду національних інтересів.